# Anton Cermak
Anton Joseph Cermak (em tcheco/checo:  Antonín Josef Čermák, pronuncia-se [ˈantoɲiːn ˈjozɛf ˈtʃɛrmaːk]; 9 de maio de 1873 - 6 de março de 1933) foi um político estadunidense que atuou como o 44º Prefeito de Chicago, Illinois, de 7 de abril de 1931 até sua morte em 1933. Ele foi morto por um assassino, cujo alvo provável era o presidente Franklin D. Roosevelt, mas Cermak foi baleado depois que uma pessoa atingiu o criminoso com uma bolsa.

## Início da vida

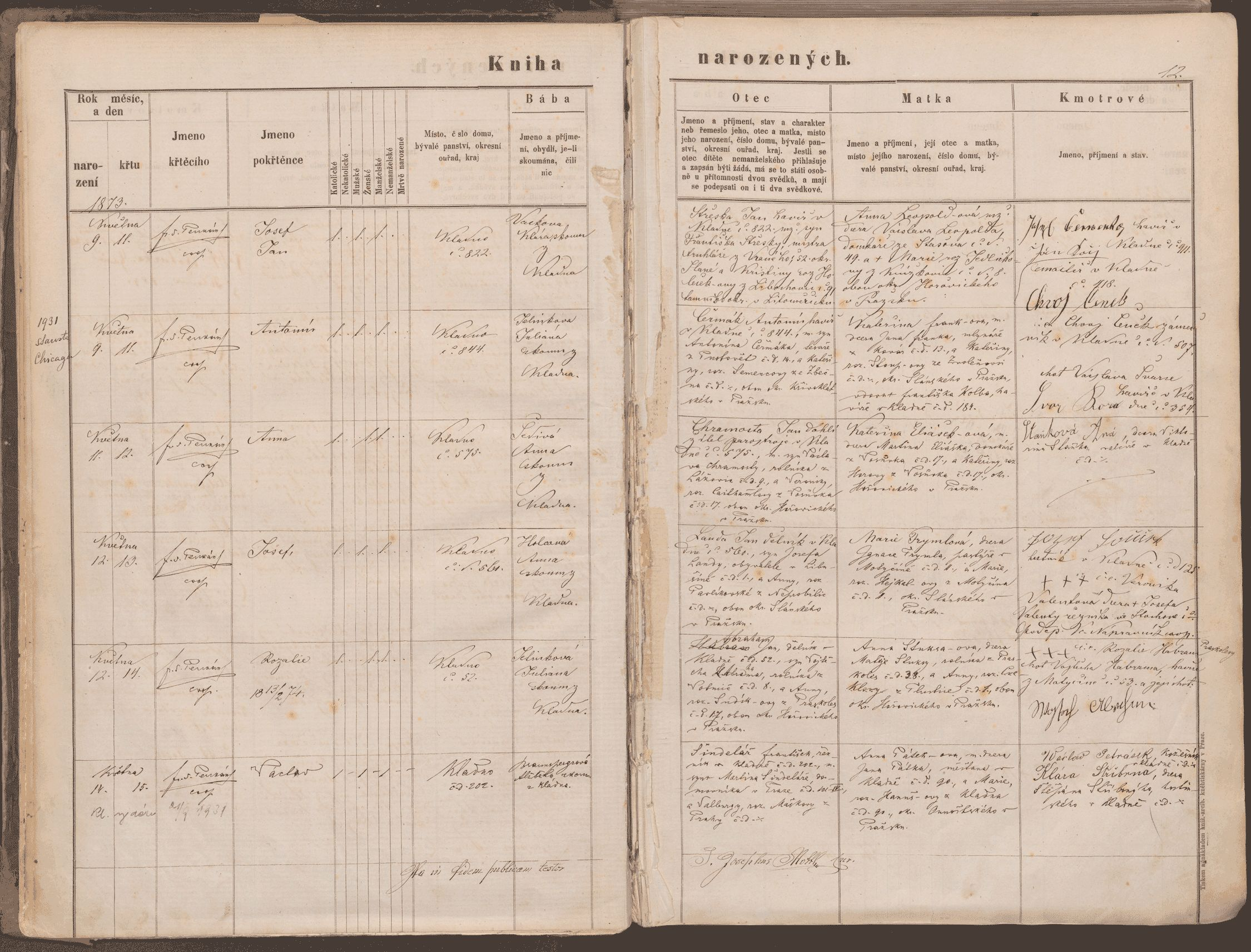
Registro de nascimento de Antonín Čermák em 1873.

Anton Joseph Cermak nasceu em uma família de mineradores em Kladno, Áustria-Hungria (atualmente na República Tcheca), filho de Antonín Čermák e Kateřina, nascida Frank(ová).
Ele imigrou com seus pais para os Estados Unidos em 1874 e cresceu na cidade de Braidwood, Illinois, onde foi educado antes de começar a trabalhar em tempo integral ainda adolescente. Ele seguiu seu pai na mineração de carvão e trabalhou em minas nos condados de Will e Grundy. Depois de se mudar para Chicago aos 16 anos, Cermak trabalhou como rebocador para a linha de bondes puxados por cavalos, e depois cuidou de cavalos nos estábulos do bairro de Pilsen. Durante os primeiros anos de sua vida profissional, Cermak complementou sua educação com aulas noturnas no ensino médio e na faculdade de administração.

## Carreira
Depois de economizar dinheiro suficiente para comprar seu próprio cavalo e carroça, ele abriu um negócio de venda de lenha e, posteriormente, expandiu seu empreendimento para um negócio de transporte. À medida que se tornava mais ativo politicamente, Cermak ocupou cargos no governo municipal, inclusive como escrivão no tribunal de polícia da cidade e como oficial de justiça no Tribunal Municipal de Chicago. À medida que sua fortuna política começou a crescer, Cermak pôde aproveitar outras oportunidades de negócios, inclusive interesses em imóveis, seguros e bancos.
Ele começou sua carreira política como capitão de distrito do Partido Democrata e, em 1902, foi eleito para a Câmara dos Deputados de Illinois. Sete anos depois, tornou-se vereador do 12º distrito (cumprindo dois mandatos: um de 1909 a 1912 e outro de 1919 a 1922). Cermak foi eleito presidente do Conselho de Comissários do Condado de Cook em 1922 e presidente do Partido Democrata do Condado de Cook em 1928. Em 1928, foi o candidato democrata a uma vaga no Senado dos Estados Unidos, mas foi derrotado pelo republicano Otis F. Glenn por 54,46% a 44,94%.

## Prefeito de Chicago (1931–1933)
Cermak foi eleito prefeito de Chicago em 1931. A vitória de Cermak como prefeito ocorreu após a Grande Depressão, o profundo ressentimento de muitos habitantes de Chicago em relação à Lei Seca e o aumento da violência resultante do controle de Chicago pelo crime organizado - tipificado pelo Massacre do Dia de São Valentim.
Os muitos grupos étnicos, como tchecos, poloneses, ucranianos, judeus, italianos e afro-americanos, que começaram a se estabelecer em Chicago no início dos anos 1900, estavam, em sua maioria, afastados do sistema político, em parte devido à falta de organização, o que levou a uma sub-representação no Conselho Municipal. Como ele próprio era imigrante, Cermak reconheceu que os imigrantes relativamente novos de Chicago constituíam uma população significativa de eleitores sem direitos, com potencial para ser uma grande base de poder para Cermak e sua organização democrata local.
Antes de Cermak, o Partido Democrata no Condado de Cook era dirigido por irlandeses americanos. Os irlandeses começaram a ter sucesso na política porque falavam inglês e porque, por virem de uma ilha nos confins da Europa, tinham poucos inimigos ancestrais. Como dizia o velho ditado: "Um lituano não votará em um polonês, e um polonês não votará em um lituano. Um alemão não votará em nenhum deles. Mas todos os três votarão em um irlandês." À medida que Cermak subia na hierarquia política local, o ressentimento da liderança do partido aumentava. Quando os chefes rejeitaram sua tentativa de se tornar o candidato a prefeito, Cermak jurou vingança. Ele formou seu exército político com não irlandeses e até persuadiu o político negro William L. Dawson a mudar do Partido Republicano para o Partido Democrata.
Mais tarde, Dawson se tornou representante dos EUA (do 1º Distrito) e, em pouco tempo, o político negro mais poderoso de Illinois. As habilidades políticas e organizacionais de Cermak ajudaram a criar uma das organizações políticas mais influentes de sua época. Com o apoio de Franklin D. Roosevelt em nível nacional, Cermak gradualmente atraiu membros da crescente comunidade negra de Chicago para o lado democrata.

Quando Cermak desafiou o atual prefeito, William "Big Bill" Hale Thompson, na disputa pela prefeitura em 1931, Thompson, que representava a estrutura de poder dominada pelos irlandeses em Chicago, respondeu com uma cantiga étnica cheia de insultos que ridicularizava seu passado de ajudante de equipe (empurrando um carrinho de mão):
Não vou me sentar atrás daquele Bohunk, Chairmock, Chermack ou qualquer que seja o nome dele.
Tony, Tony, onde está seu carrinho de mão?

Você consegue imaginar um prefeito da Feira Mundial com um nome como esse?
Cermak respondeu: "Ele não gosta do meu nome... é verdade que eu não vim no Mayflower, mas vim assim que pude". Esse era um sentimento com o qual os habitantes de Chicago podiam se identificar, e os insultos preconceituosos de Thompson saíram em grande parte pela culatra.
A reputação de Thompson como um bufão, o desgosto de muitos eleitores com a corrupção de sua máquina política e sua incapacidade ou falta de vontade de acabar com o crime organizado em Chicago foram citados como os principais fatores para que Cermak obtivesse 58% dos votos na eleição para prefeito em 6 de abril de 1931. A vitória de Cermak fez com que Thompson deixasse de ser uma potência política e, em grande parte, acabou com a influência do Partido Republicano em Chicago; de fato, todos os prefeitos de Chicago desde 1931 foram membros do Partido Democrata. Durante quase todo o seu governo, Cermak teve que lidar com uma grande resistência fiscal. De 1931 a 1933, a Associação de Contribuintes de Imóveis organizou uma "greve de impostos".
Em seu auge, a associação, que era dirigida por John M. Pratt e James E. Bistor, tinha mais de 30.000 membros. Para grande desânimo de Cermak, ela conseguiu retardar a cobrança de impostos imobiliários por meio de litígios e da promoção da recusa de pagamento. Nesse meio tempo, a cidade teve dificuldades para pagar os professores e manter os serviços. Cermak teve que se reunir com o presidente eleito Roosevelt para "consertar as barreiras" e solicitar dinheiro para financiar serviços essenciais da cidade.
Uma pesquisa de 1993 com historiadores, cientistas políticos e especialistas urbanos, conduzida por Melvin G. Holli, da Universidade de Illinois Chicago, classificou Cermak como o vigésimo quinto melhor prefeito de cidade grande dos Estados Unidos a ter servido entre os anos de 1820 e 1993.

## Morte

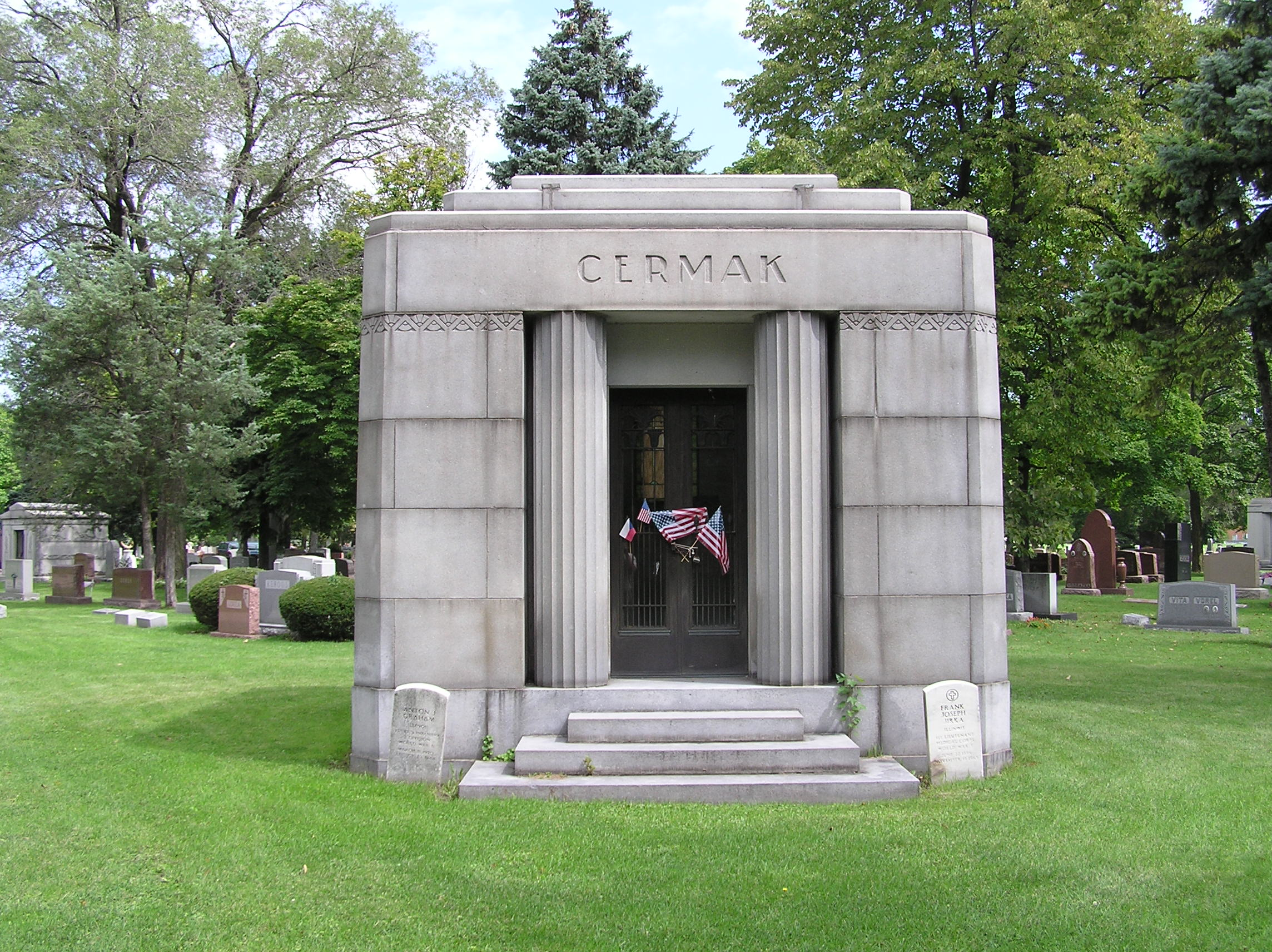
O túmulo de Anton Cermak no Bohemian National Cemetery, em Chicago.

Em 15 de fevereiro de 1933, enquanto cumprimentava o presidente eleito Franklin D. Roosevelt no Bayfront Park em Miami, Flórida, Cermak levou um tiro no pulmão e foi mortalmente ferido por Giuseppe Zangara, que estava tentando assassinar Roosevelt. No momento crítico, Lillian Cross, uma mulher que estava perto de Zangara, atingiu o braço de Zangara com sua bolsa e atrapalhou sua mira. Além de Cermak, Zangara atingiu outras quatro pessoas: Margaret Kruis, 21 anos, de Newark, Nova Jersey, atingida por um tiro na mão; Russell Caldwell, 22 anos, de Miami, atingido na testa, que se incrustou sob a pele; Mabel Gill, de Miami, atingida no abdômen; e William Sinnott, detetive da polícia de Nova York, que recebeu um golpe de raspão na testa e no couro cabeludo. Todos esses quatro ferimentos foram leves.
Uma vez no hospital, Cermak teria proferido a frase que foi gravada em seu túmulo, dizendo a Roosevelt: "Estou feliz que tenha sido eu, não você". O Chicago Tribune relatou a frase sem atribuí-la a uma testemunha, e a maioria dos estudiosos duvida que ela tenha sido realmente dita.
Zangara disse à polícia que odiava pessoas ricas e poderosas, mas não Roosevelt pessoalmente. Posteriormente, circularam rumores de que Cermak, e não Roosevelt, tinha sido o alvo pretendido, pois sua promessa de limpar a ilegalidade desenfreada de Chicago representava uma ameaça a Al Capone e ao sindicato do crime organizado de Chicago. Uma das primeiras pessoas a sugerir a teoria do crime organizado foi o repórter Walter Winchell, que estava em Miami na noite do tiroteio. De acordo com o biógrafo de Roosevelt, Jean Edward Smith, não há provas dessa teoria.
O jornalista de longa data de Chicago, Len O'Connor, oferece uma visão diferente dos eventos que envolveram o assassinato do prefeito. Ele escreveu que os vereadores Paddy Bauler e Charlie Weber o informaram que as relações entre Cermak e Roosevelt estavam tensas, porque Cermak lutou contra a indicação de Roosevelt na convenção democrata em Chicago.
O autor Ronald Humble oferece outra perspectiva sobre o motivo pelo qual Cermak foi morto. Em seu livro Frank Nitti: The True Story of Chicago's Notorious Enforcer, Humble afirma que Cermak era tão corrupto quanto Thompson e que o grupo Chicago Outfit contratou Zangara para matar Cermak em retaliação à tentativa de Cermak de assassinar Frank Nitti.

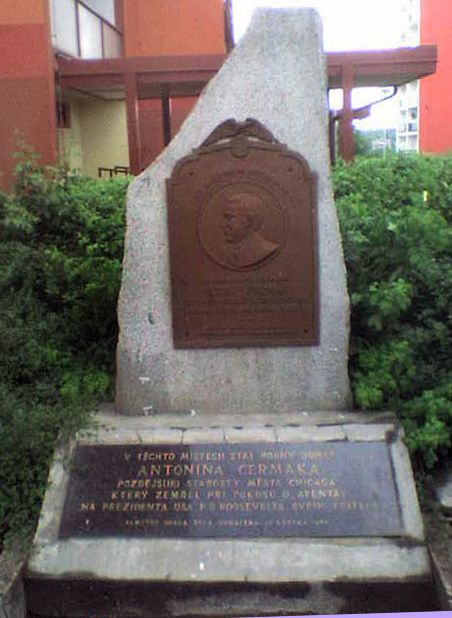
Monumento a Anton Cermak na cidade em que ele nasceu.

Cermak morreu no Jackson Memorial Hospital em Miami em 6 de março, em parte devido a seus ferimentos. Em 30 de março, no entanto, seu médico pessoal, Dr. Karl A. Meyer, revelou que a principal causa da morte de Cermak foi colite ulcerosa, comentando: "O prefeito teria se recuperado do ferimento à bala se não fosse pela complicação da colite. A autópsia revelou que o ferimento havia cicatrizado... as outras complicações não foram diretamente causadas pelo ferimento à bala." Na época e posteriormente, surgiram dúvidas sobre se o ferimento à bala contribuiu diretamente para sua morte. Uma teoria levantada décadas depois afirmava que a bala havia realmente causado danos ao cólon, o que levou à perfuração que não foi diagnosticada pelos médicos. Ela alegava que "se não fosse pelos erros dos médicos", Cermak poderia ter sobrevivido. Essa teoria foi refutada por uma análise médica posterior do evento.
Zangara foi condenado por assassinato após a morte de Cermak, de acordo com a lei de intenção transferida, e foi executado na cadeira elétrica da Flórida em 20 de março de 1933.
Cermak foi enterrado em um mausoléu no Bohemian National Cemetery, em Chicago. A morte do prefeito foi seguida de uma luta pela sucessão tanto da presidência de seu partido quanto do cargo de prefeito.
Uma placa em homenagem a Cermak ainda se encontra no local do assassinato, no Bayfront Park de Miami. Nela estão inscritas as supostas palavras de Cermak a Roosevelt depois de ter sido baleado: "Estou feliz que tenha sido eu, não você". Após a morte de Cermak, a 22nd Street - uma importante artéria leste-oeste que atravessava o West Side de Chicago e os subúrbios próximos de Cicero e Berwyn, áreas com populações tchecas significativas - passou a se chamar Cermak Road. Em 1943, um navio Liberty, o SS A. J. Cermak, foi batizado em homenagem a Cermak. Ele foi sucateado em 1964.

## Descendentes
O genro de Cermak, Otto Kerner Jr., foi o 33º governador de Illinois e juiz federal de circuito.
Seu neto, Frank J. Jirka Jr., que estava com ele em Miami quando foi assassinado, tornou-se mais tarde um oficial da Equipe de Demolição Submarina da Marinha dos Estados Unidos. Jirka recebeu a Estrela de Prata e o Coração Púrpura por suas ações durante a Batalha de Iwo Jima; os ferimentos que sofreu levaram à amputação de ambas as pernas abaixo do joelho. Após a Segunda Guerra Mundial, ele se tornou médico e, em 1983, foi eleito presidente da Associação Médica Americana. A sobrinha-neta de Cermak, Kajon Cermak, é radialista. Sua filha, Lillian, foi casada com Richey V. Graham, que serviu na Assembleia Geral de Illinois.

## Na cultura popular
- Um filme produzido às pressas sobre Cermak, The Man Who Dared, foi lançado poucos meses após sua morte.

- Houve um telefilme, The Gun of Zangara, sobre o assassinato de Cermak. Originalmente, era um episódio de duas partes de The Untouchables, com o título "The Unhired Assassin". Cermak teve um papel importante na história como um homem honesto e foi interpretado por Robert Middleton.

- Cermak é mencionado na peça Assassins, de Stephen Sondheim, durante a música "How I Saved Roosevelt".

- Cermak e sua ascensão à prefeitura também foram mencionados no romance Kane and Abel, de Jeffrey Archer.

- Parte do episódio "Objects in Motion" da série de televisão Babylon 5 é baseada nas circunstâncias da morte de Cermak.[44]

- Cermak é mencionado pelo prefeito fictício de Chicago de Kelsey Grammer, Tom Kane, em vários episódios da série de TV Boss, da Starz.

- Em "Red Team III", o sétimo episódio da segunda temporada de The Newsroom, da HBO, Will McAvoy (Jeff Daniels) faz referência a Anton Cermak.

- O romance policial True Detective, o primeiro da série Nathan Heller de Max Allan Collins, inclui um relato fictício do assassinato de Cermak.

- No primeiro episódio da segunda temporada de F Is for Family, uma sitcom de animação adulta produzida para a Netflix, a escola fictícia Anton Cermak Tech é mencionada durante uma transmissão.

- Uma versão fictícia de Cermak em um universo alternativo é o personagem principal do conto de história alternativa Next Year in Prague, de Barbara Newman. A linha do tempo da história diverge da realidade em 15 de fevereiro de 1933, quando a bala de Zangara erra Cermak quando ele estava tentando atirar em Roosevelt, o que significa que ambos sobrevivem à tentativa de assassinato. Cermak continuou a servir como prefeito de Chicago e foi reeleito várias vezes, apesar de mais tentativas de assassinato contra ele. Cermak trava uma guerra contra os gângsteres de Chicago no auge do poder da máfia na cidade, chegando a participar pessoalmente de operações policiais, apesar do perigo óbvio de fazer isso. As evidências encontradas nas operações fizeram com que o chefe do crime Al Capone fosse considerado culpado de sete acusações de assassinato e, posteriormente, executado em 1938 (na vida real, Capone foi responsável por vários assassinatos, mas a polícia não conseguiu provar isso além da dúvida razoável exigida pela lei e, em vez disso, o condenou por evasão fiscal comprovada em 1931; ele morreu de parada cardíaca em 1947). Devido ao papel que Cermak desempenhou no julgamento de Capone, ele se tornou muito popular no país, e a "Emenda Cermak" foi promulgada na década de 1940, alterando a Constituição para remover a exigência de ser cidadão natural do país para ser presidente e vice-presidente, a fim de permitir que Cermak, nascido na República Tcheca, concorresse a esses cargos. Graças a isso, o presidente Roosevelt decide fazer de Cermak seu companheiro de chapa, em vez de Harry S. Truman, e substitui Henry A. Wallace como vice-presidente na eleição de 1944. Quando Roosevelt morre no cargo em 1945 (como aconteceu na vida real), Cermak se torna presidente. Quando a Guerra Fria toma forma em 1948, Cermak intervém pessoalmente nos assuntos de seu país natal, a Tchecoslováquia, para impedir a tomada do poder pelos comunistas. Após o golpe de estado do Partido Comunista na Tchecoslováquia, Cermak escreve uma carta ameaçadora a Josef Stalin, o que quase dá início à Terceira Guerra Mundial, mas o conflito é evitado por pouco em uma reunião de cúpula em Praga. Cermak declara publicamente que Stalin concordou em se retirar da Tchecoslováquia, que agora agirá como uma democracia neutra, sem fazer parte de nenhuma aliança. Secretamente, Cermak também concordou com uma troca, na qual, em troca de uma Tchecoslováquia democrática, os Estados Unidos se retirariam da Coreia do Sul e permitiriam que a Coreia do Norte comunista reunificasse a Coreia sob seu governo comunista. Essa parte do acordo só foi descoberta uma semana após sua assinatura, quando foi revelada pelos oponentes de Cermak no Congresso. Quando o acordo entrou em vigor, uma das principais questões da eleição presidencial daquele ano foi se era ético ou não pagar pela liberdade de um país (Tchecoslováquia) em troca da ocupação de outro (Coreia), sendo que esses argumentos muitas vezes levavam à violência entre os apoiadores e os críticos do acordo. Cermak quase não consegue se reeleger, e fica implícito que seu segundo mandato será muito mais difícil do que o primeiro.

- Na série de TV The Untouchables (1993-1994), Cermak é assassinado por Zangara - um pistoleiro solitário e louco que tinha como alvo o presidente Roosevelt - depois que Ness impede o assassino que eles acreditam ter sido enviado por Capone. Depois que os Intocáveis retornam a Chicago, uma investigação mais aprofundada revela um provável terceiro pistoleiro, cujo tiro, na verdade, é responsável pela morte de Cermak e era um assassino de Capone. A primeira metade do episódio seguinte envolve, em parte, os Intocáveis de Ness identificando o verdadeiro pistoleiro (um assassino de Capone chamado Charlie Ross), que se esconde após um ataque dos Intocáveis. Quando os Intocáveis se organizam para trazê-lo para depor, ele é morto a tiros, silenciando para sempre a verdade sobre a máfia que matou o prefeito.